# Глендалох
Глендалох (англ. Glendalough; ірл. Gleann Dá Loch) — льодовикова долина в графстві Віклов, Ірландія, відома середньовічним монастирем. Монастир, заснований у VI столітті св. Кевіном, до XIII століття відігравав помітну роль у церковному житті Ірландії. 1398 року англійські солдати вигнали з нього останніх ченців, після чого він став церквою місцевого значення і місцем паломництва.
Є кандидатом на включення до списку Всесвітньої спадщини ЮНЕСКО в Ірландії.

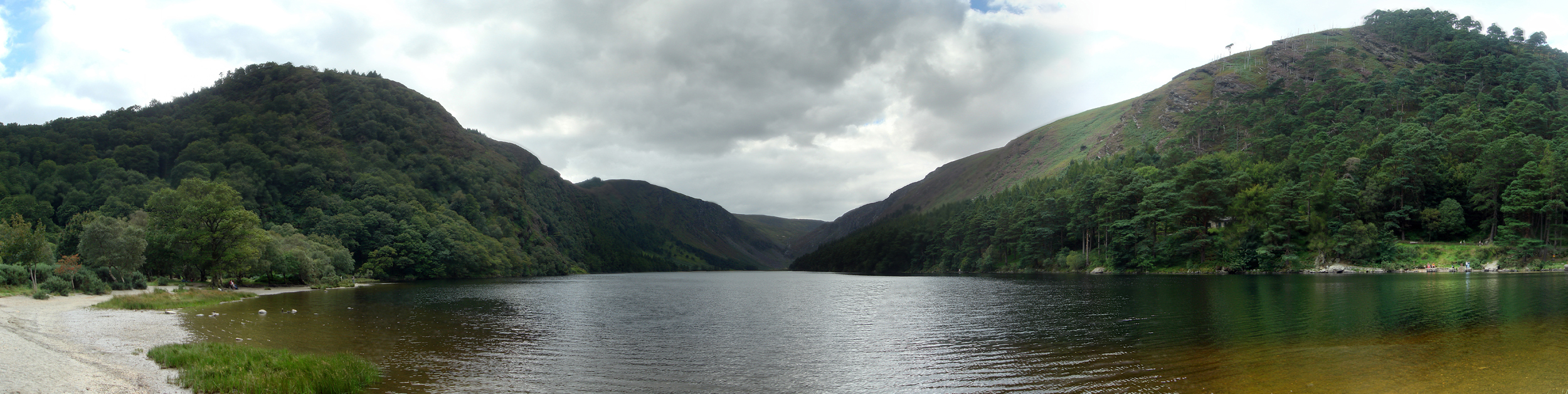
Верхнє озеро біля Глендалоха

## Галерея

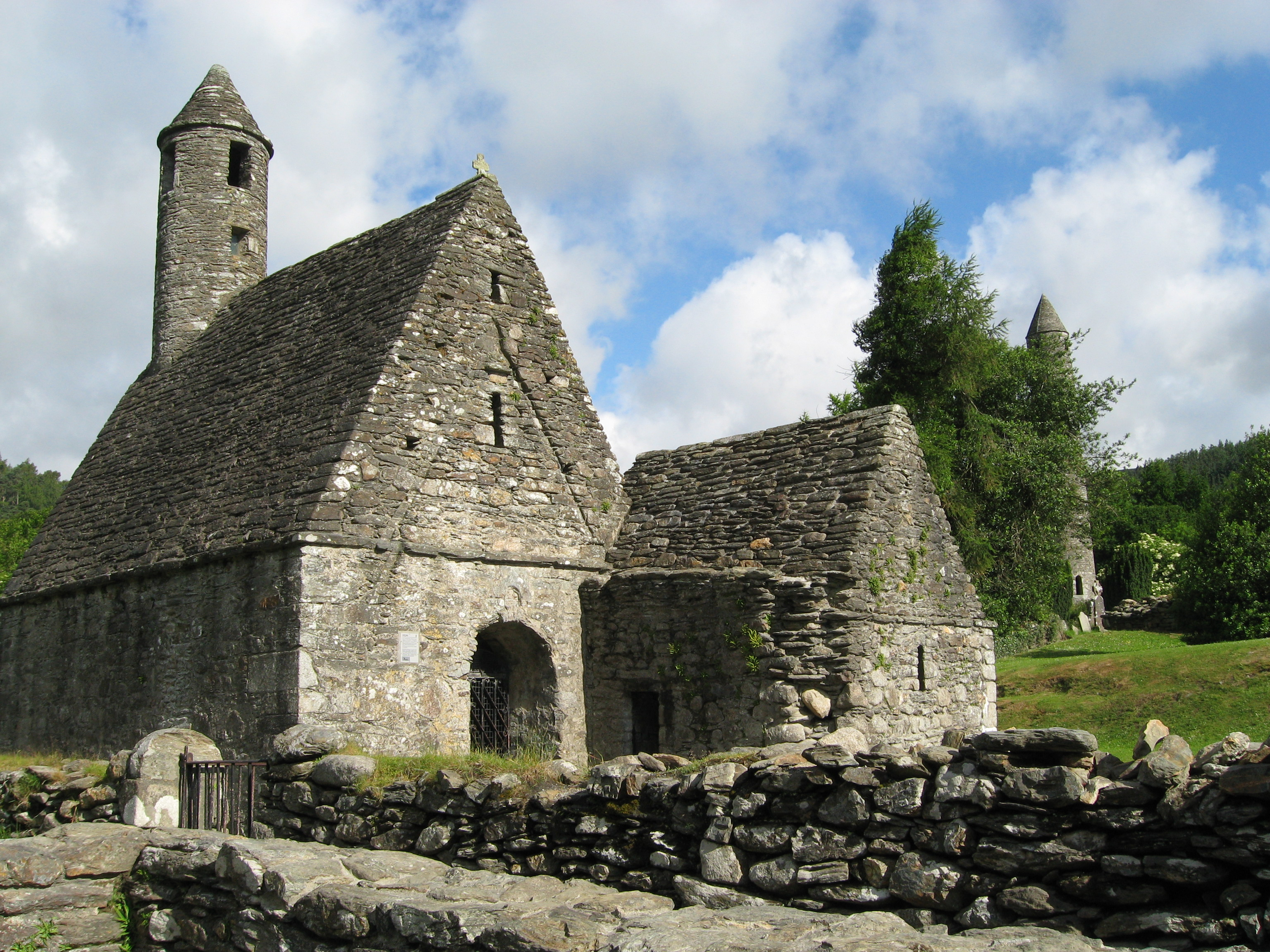
Церква святого Кевіна
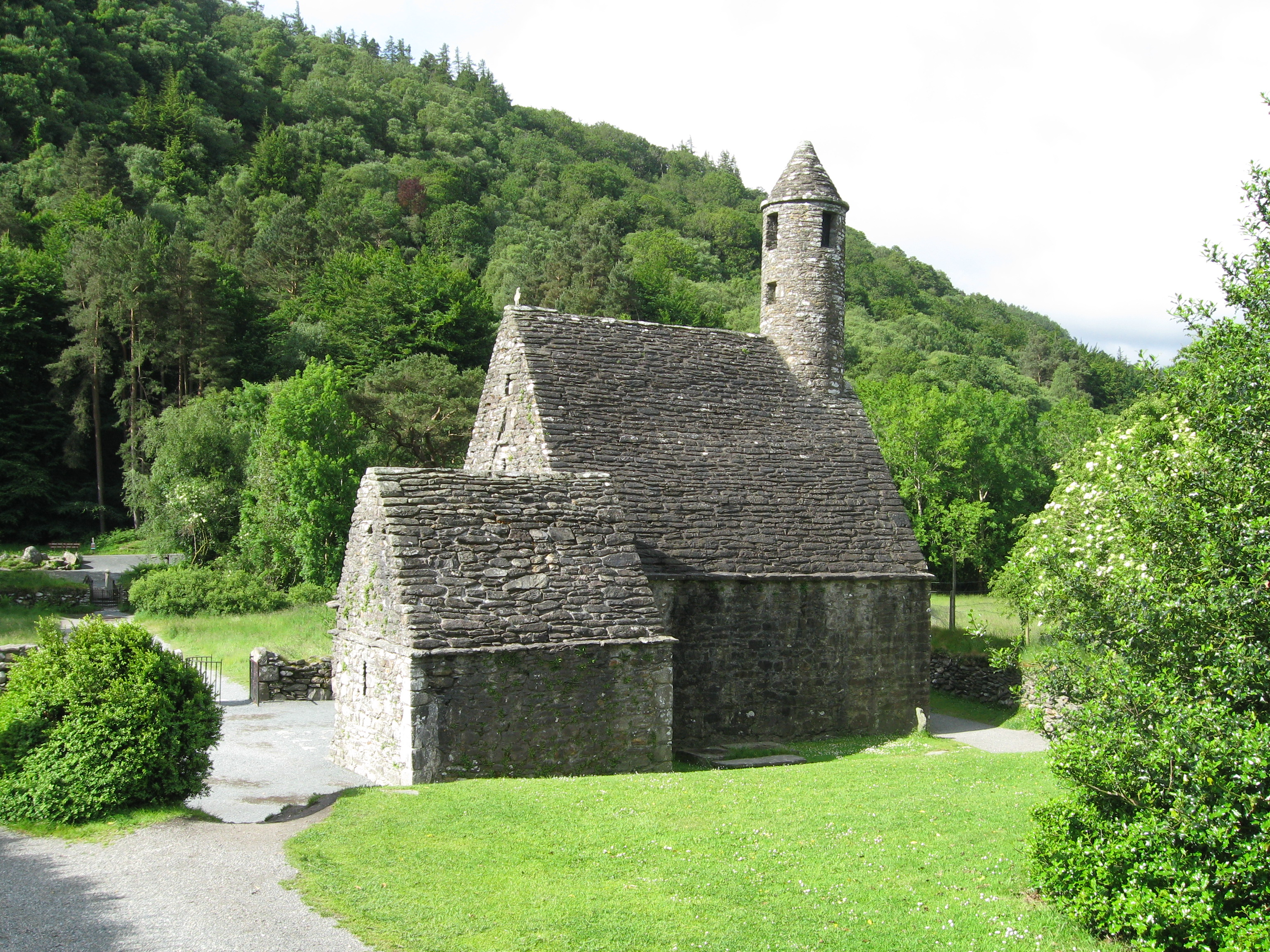
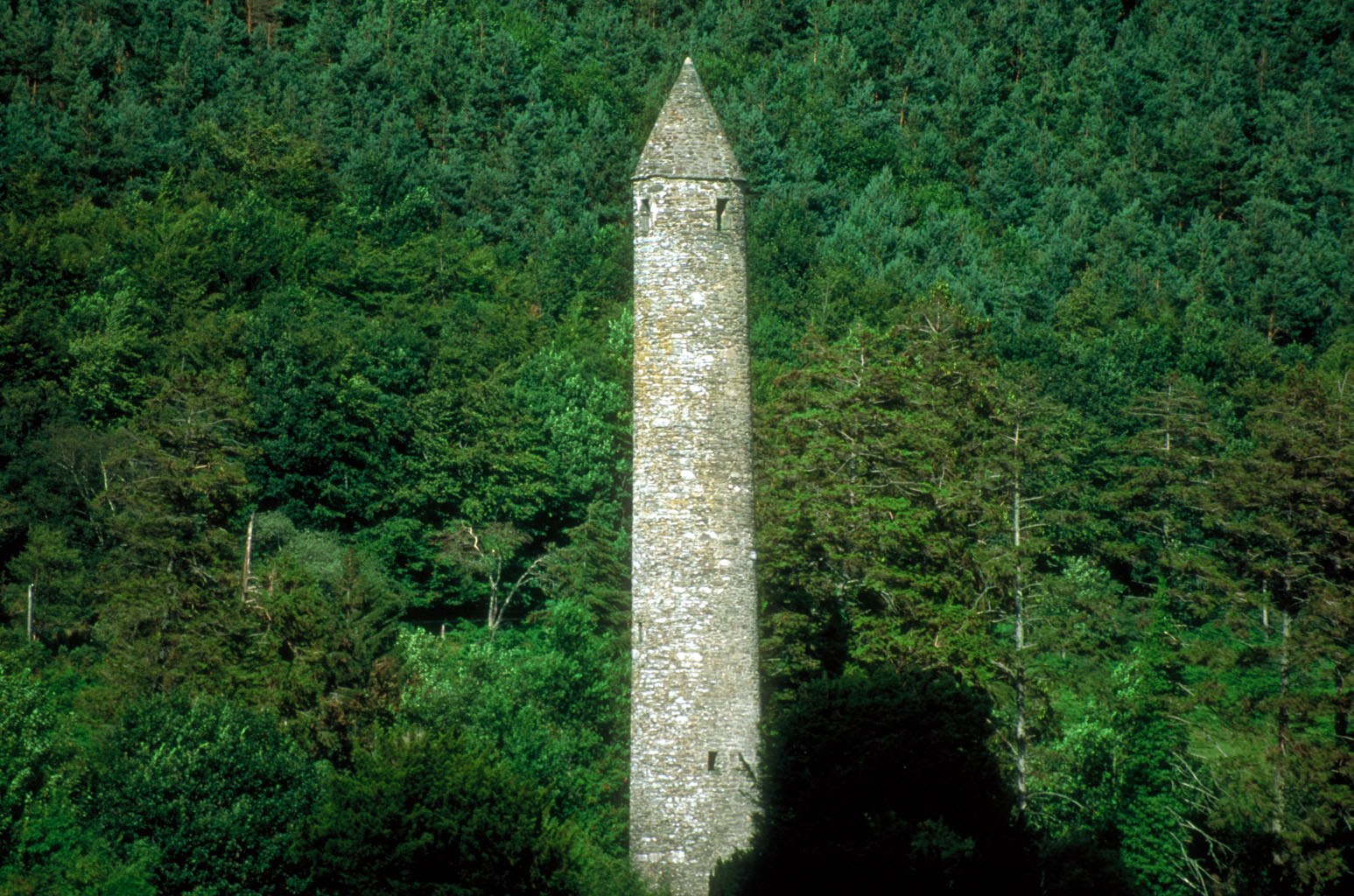
Кругла вежа
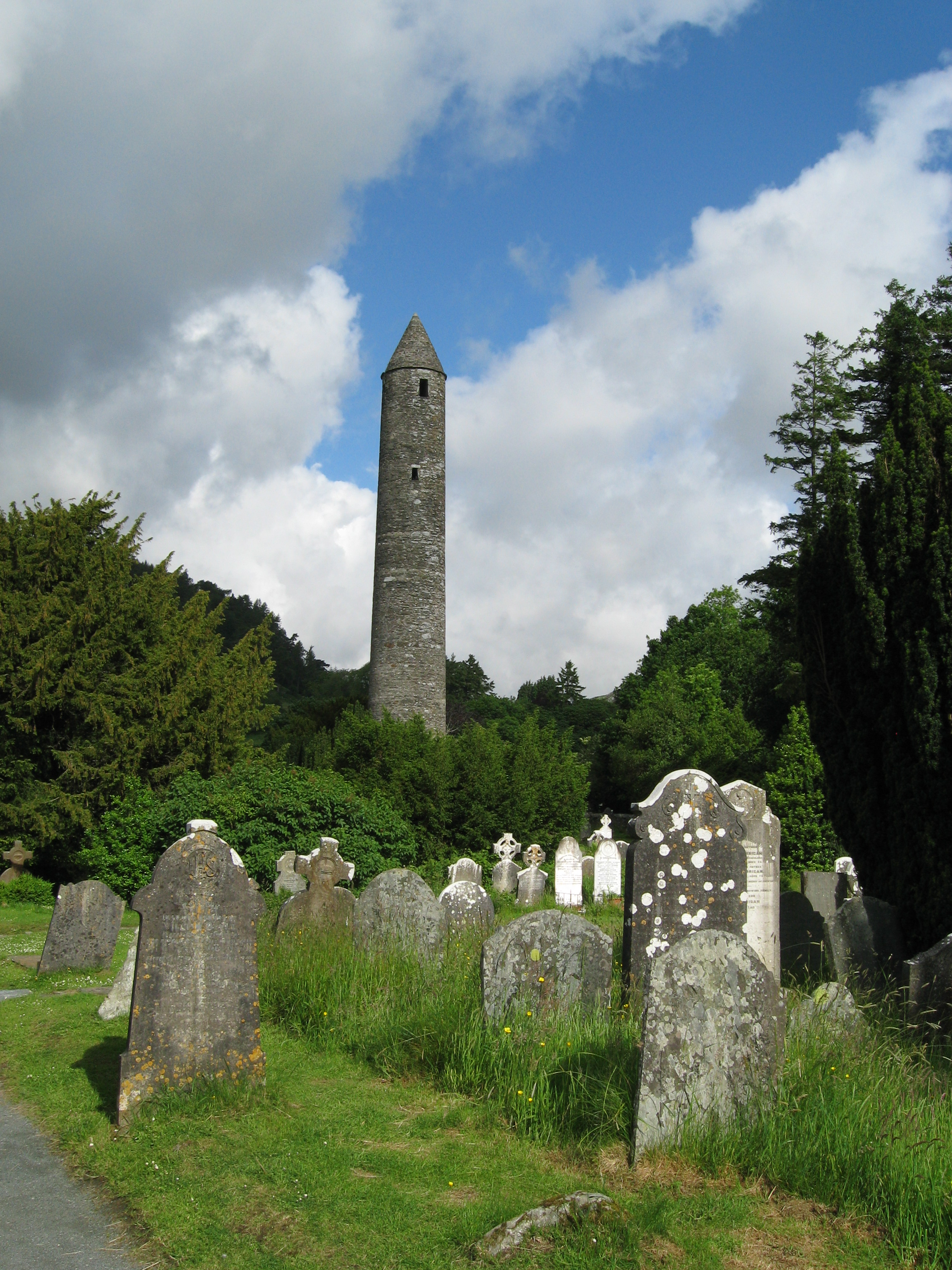
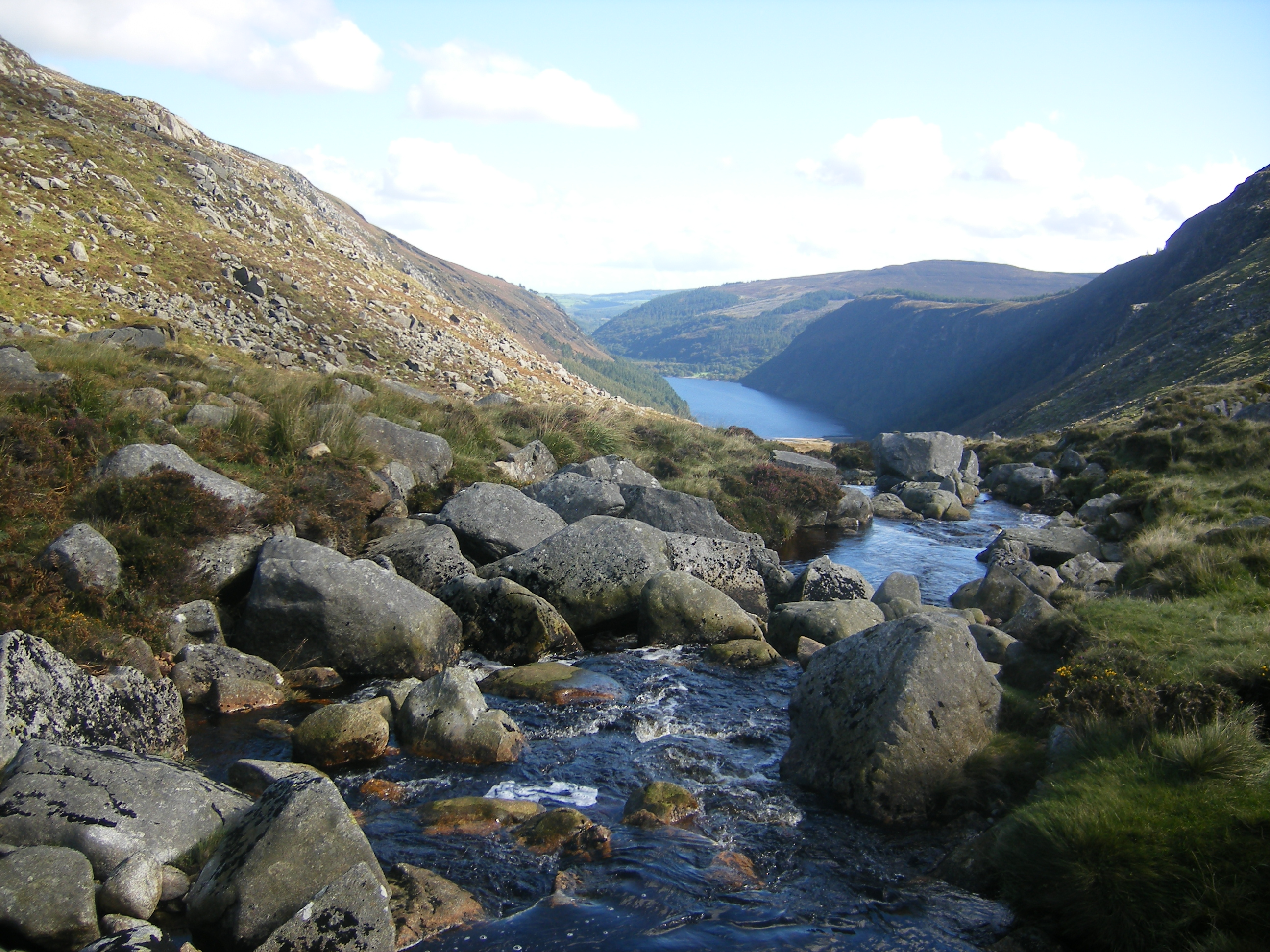
Верхнє озеро і долина
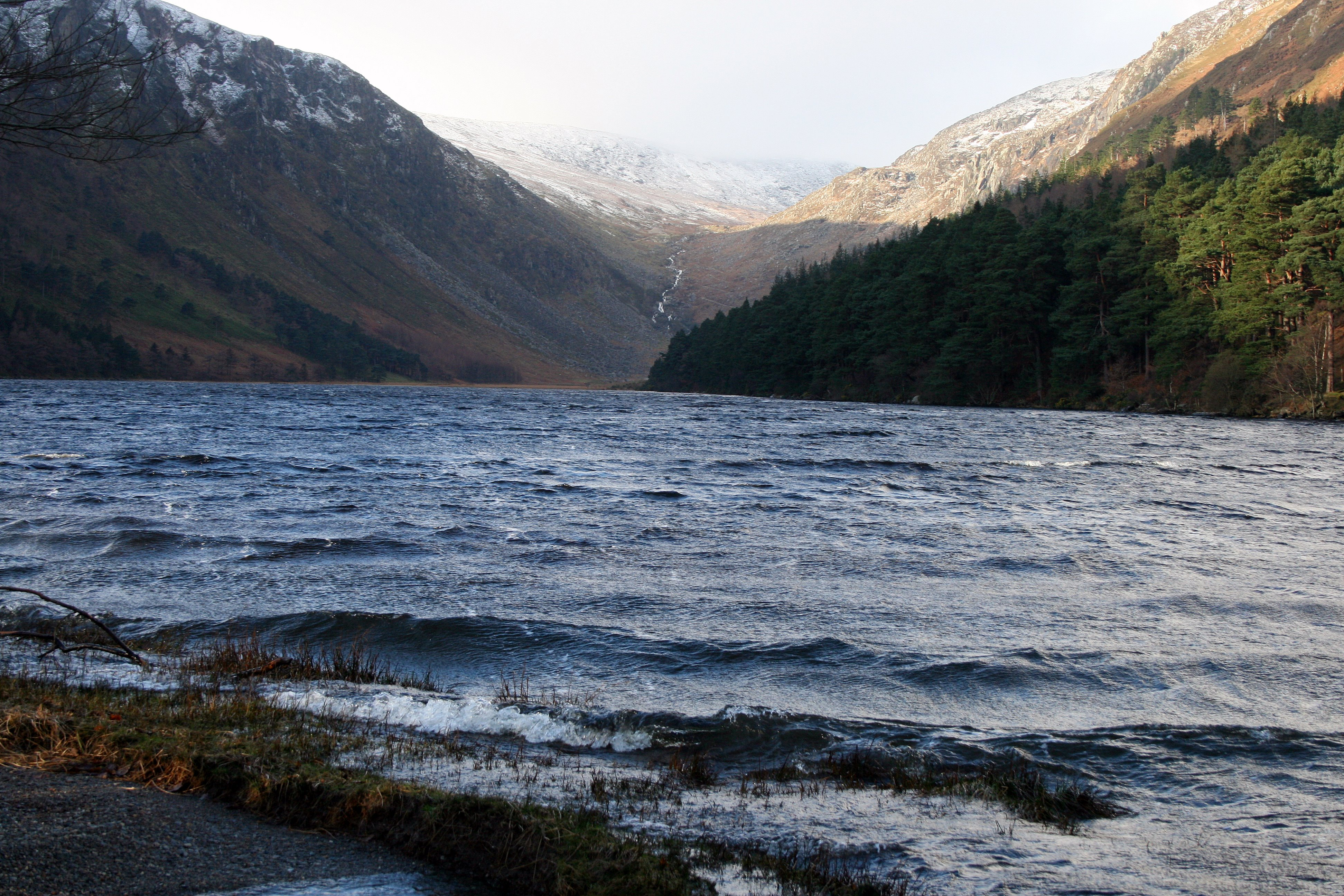
Верхнє озеро
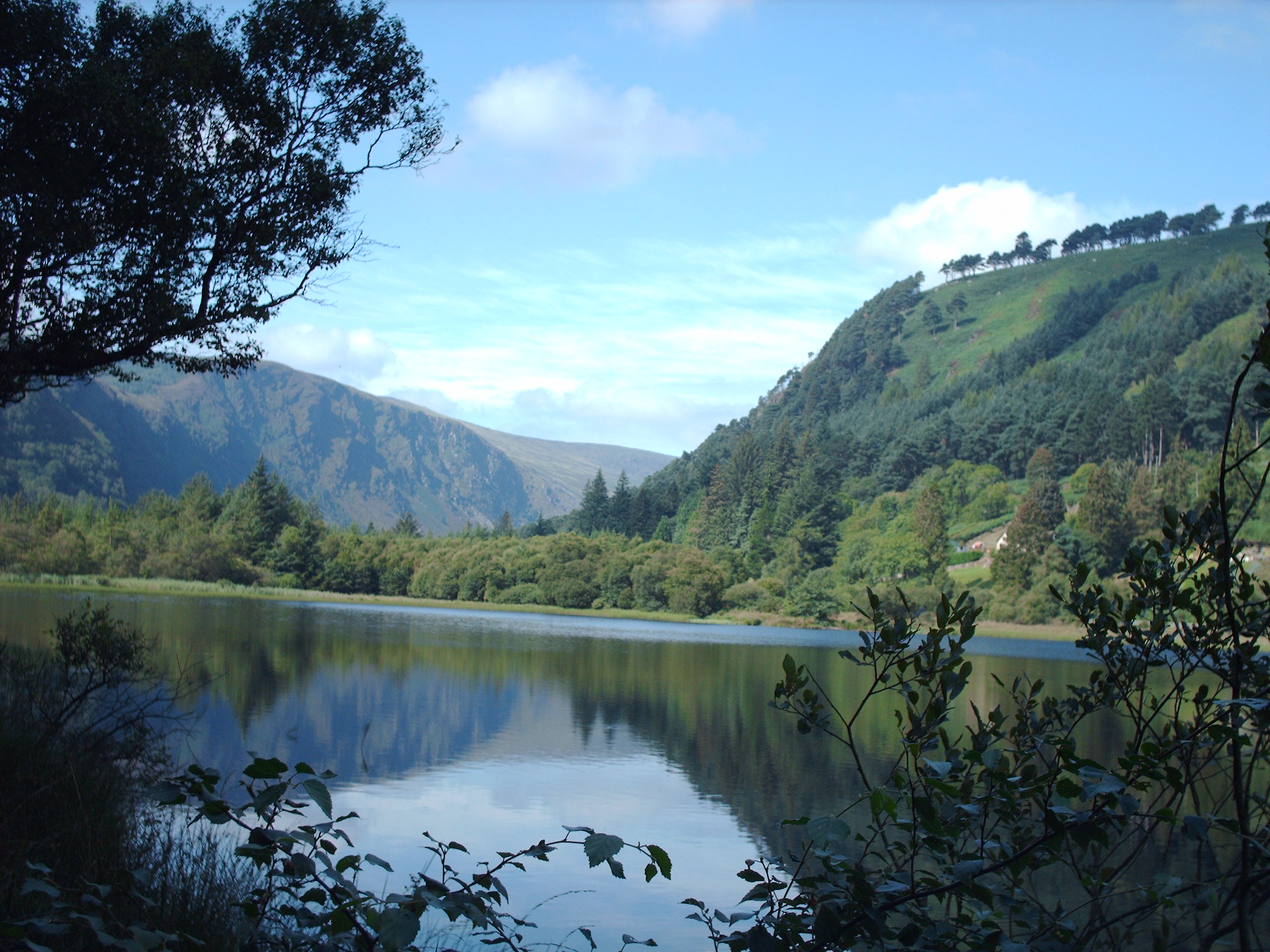
Нижнє озеро
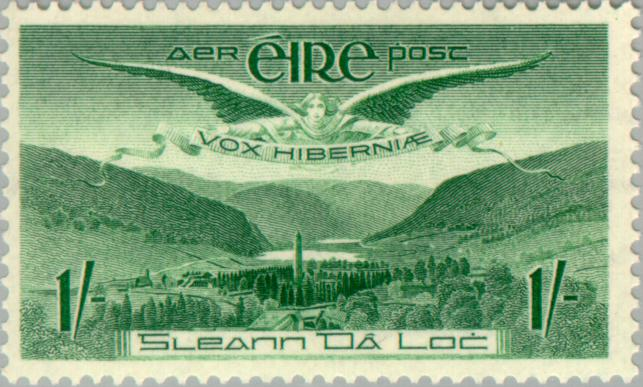
Ірландська марка, 1949